# Recepce (umění)
Recepce se v umění vztahuje k chápání díla příjemcem (divákem, čtenářem nebo posluchačem). Zahrnuje různé způsoby vnímání a zpracování děl a sahá od čtení a porozumění jednotlivcem až po reakce kritiků, kulturního sektoru a veřejnosti.
Otázka recepční estetiky je založena na otevřenosti významu a smyslu, které umělecké dílo nabízí, a „pokouší se chápat dějiny literatury a umění [...] jako proces estetické komunikace“.
Teprve podle očekávání, vzdělání, chápání a obzoru příjemce získává dílo svůj význam pro diváka, čtenáře či posluchače a projeví se jeho smysl.
Otevřenost uměleckého díla i nové podmínky, které přináší kulturní a společenský vývoj, dávají příležitost porozumět dílu minulého či současného umění a v každé době je zařadit do vlastního interpretačního kontextu.
Inovativní dobové umění mohlo v každé době vyvolat odmítnutí ze strany veřejnosti, jestliže  nesplňovalo očekávání, pokud jde o techniku provedení, herecké ztvárnění, zvyklosti představení nebo morální koncepty.
Obecně platí, že takové negativní reakce příjemců závisí na porovnávání s tradičními formami a pociťovaném rozporu s vytvořeným očekáváním. Pohybují se od nevšímavosti k dílu až po jeho zničení a často se liší podle společenských tříd.
Vývoj přijímání umělce je na jedné straně založen na proměnách příjemců a jejich měnících se očekávání, na druhé straně na proměnách umělce samotného.V recepci umění umělec vědomě přejímá umělecké myšlenky, formy práce a styly z minulých uměleckých epoch. Formální a obsahová interpretace díla historikem umění zkoumá jeho vztah k jiným dílům, která vznikla ve stejné nebo jiné době či epoše.
Pojem recepce umění se používá i pro způsob, jakým jsou díla přijímána veřejností. I zde lze v průběhu historie identifikovat změny ve sledování, čtení nebo poslechu záznamu díla a charakterizovat je preferovanými znaky. Změna, tedy dosavadní umělecké cítění a úsudek diváka, posluchače či čtenáře, působí také zpětně. Nejen na umělce samotného jako současníka, ale i na následné hodnocení umělců, jednotlivých děl či uměleckých stylů. Pro dějiny recepce je proto nutné zkoumat různé projevy estetického vědomí s využitím současných zdrojů a porovnávat normy související s dobou, abychom mohli pochopit jejich vývoj z dnešní perspektivy.
Příkladem recepce literatury je latinskoamerická literatura v německy mluvících zemích. Širší kruhy ji přijaly až po druhé světové válce a byla vyvolaná až Borgesovou reformou ve Francii a její zásadní zprostředkující instancí byli překladatelé, literární agenti, redaktoři, kulturní mediátoři, literární vědci, literární kritici.